# Kia Venga
De Kia Venga is een auto die van 2009 tot en met 2019 werd geproduceerd door het Zuid-Koreaanse automerk Kia. De Venga werd in september 2009 voorgesteld op het autosalon van Franfurt. De Venga deelt zijn platform met de Hyundai ix20 en de Hyundai i20.
In december 2009 heeft de Kia Venga de Duitse iF product design award gewonnen.
Kia stelde in maart 2010 op het autosalon van Genève de elektrische versie voor; deze Venga EV is echter niet in productie genomen.
Huidige modellen Europa:
Ceed ·
EV3 ·
EV6 ·
EV9 ·
Niro ·
Niro EV ·
Picanto ·
Sorento ·
Sportage ·
Stonic
Overige modellen internationaal:
Bongo ·
Borrego ·
Cadenza ·
Carnival ·
Forte ·
K2 ·
Optima ·
Quoris ·
Ray ·
Soul
Uit productie:
Avella ·
Besta ·
Pregio ·
Carens ·
Cerato ·
Clarus ·
Joice ·
Magentis ·
Opirus ·
Pride ·
Retona ·
Rio ·
Roadster ·
Mentor ·
Sephia ·
Shuma ·
Stinger ·
Venga